# Battlefield 2042
Battlefield 2042 — компьютерная игра в жанре шутера от первого лица, разработанная DICE и изданная Electronic Arts. Это двенадцатая основная часть серии Battlefield, выпущенная 19 ноября 2021 года для Microsoft Windows, PlayStation 4, PlayStation 5, Xbox One и Xbox Series X/S. В отличие от предыдущих игр серии, Battlefield 2042 является исключительно многопользовательской и не имеет однопользовательской кампании. Он впервые в серии поддерживает кроссплатформенную игру. Battlefield 2042 получил неоднозначные отзывы критиков и негативную реакцию игроков из-за технических проблем, отсутствия новых функций и некоторых изменений в игровом процессе. Игра не оправдала ожиданий Electronic Arts по продажам.

## Игровой процесс
В Battlefield 2042 в основе конфликта лежит противостояние России и США в недалеком будущем, где человечество израсходовало почти все ресурсы Земли. При этом разработчики подтвердили, что в игре не будет сюжетной кампании, вместо этого, будут бои с ботами в качестве одиночной игры, а само развитие сюжета игры будет рассказываться по мере выхода обновлений. Одной из особенностей игры было названо максимальное количество одновременных игроков, находящихся на одном сервере — версии для персональных компьютеров под управлением Windows и приставок PlayStation 5 и Xbox Series X/S будут поддерживать до 128 игроков, в то время, как версии для PlayStation 4 и Xbox One — 64 игрока. Также, разработчики заявили, что размер и детализация карт будут самыми большими в серии, но в версии для прошлого поколения консолей карты будут меньше, как и количество игроков. На момент выхода игры изначально будут доступны 7 играбельных карт: Антарктида, Катар, Южная Корея, Индия, Сингапур, Гвиана и Египет. На картах будут происходить природные катаклизмы, например: ураган, причём в разных местах, в разное время, а могут и не происходить.
Также, вместо четырёх классов, доступных для игры в мультиплеере в предыдущих частях, будут представлены 10 «специалистов». По сюжету специалисты являются мигрантами из разных стран, примкнувших на сторону США или России. Они будут иметь определённые способности и устройства, а их дополнительное снаряжение можно будет поменять, вне зависимости от специалиста. Год после выхода игры будет поделён на 4 сезона добавления контента. Каждый сезон будут добавляться новые карты и специалисты.
В новой части Battlefield будут присутствовать 3 мультиплеерных режима: «Тотальная война», в которую входят режимы захват и прорыв, а также большое количество техники и присутствие 128 игроков на одном сервере на консолях нового поколения и PC; «Опасная зона» — его основой будут отрядные бои; «Portal» — третий режим игры, который будет представлять собой песочницу, где игроки сами будут настраивать правила боя, также в нём будут использоваться оружие и техника из старых частей серии.

## Синопсис
В недалеком будущем, череда природных катаклизмов и экономических кризисов привела к международной катастрофе и многочисленным жертвам. Германия и ЕС распались, возникает «вторая великая депрессия», системы связи оказались испорчены, а вода, еда и энергоресурсы находятся в большом дефиците. Люди, оставшиеся без крова, объединились в группы, назвав себя неприкаянные, их самоопределение более не строилось на гражданстве или национальности. В то же время, последние сверхдержавы: Россия и США намереваются начать войну за последние мировые ресурсы, используя специалистов из рядов неприкаянных, вставших на сторону этих государств за награду.

## Разработка и выпуск
Впервые разработка игры была подтверждена генеральным директором EA Эндрю Уилсоном во время телефонного разговора с инвесторами 29 октября 2019 года. Игра имеет важные нововведения в многопользовательских, социальных и соревновательных аспектах, которые являются новыми для франшизы[какие?].
Присутствие в названии числа 2042 не является случайным. Оно отсылает игрока к предыдущим играм серии: Battlefield 1942 и Battlefield 2142.
В разработке также принимают участие Criterion Games.
Игра была представлена 9 июня 2021 года. Изначально выход был запланирован на 22 октября 2021 года, однако позже перенесён на 19 ноября 2021 года.
В 2024 году вышел последний седьмой сезон, где временно присутствовала коллаборация с серией Dead Space.

## Музыка
За музыкальное сопровождение в этой части отвечали Сэм Слэйтер и Хильдур Гуднадоуттир. Оба музыканта до этого вместе работали в таких проектах как Джокер и Чернобыль. По традиции присутствует заглавная тема игр Battlefield 1942, написанная Джоэлом Эрикссоном в интерпретации нынешних композиторов.

## Оценки, награды

### Критический ответ
По данным агрегатора обзоров Metacritic, Battlefield 2042 получил «смешанные или средние отзывы» на всех платформах, что сделало его выпуском с самым низким рейтингом в серии Battlefield.
Electronic Gaming Monthly дал игре пять звезд из пяти, написав: «Battlefield 2042 смело и противоречиво возвращает песочницу в серию. Новая система специалистов поначалу может показаться кощунством, но она открывает новые игровые возможности, это было невозможно в предыдущих играх. Огромные, хорошо продуманные карты предлагают много места для экспериментов и новых историй, а режимы просто потрясающие». Hardcore Gamer резюмировал свой обзор 3/5, сказав: «было триумфальным возвращением франшизы и разработчика. В некоторых отношениях Battlefield 2042 выполняет свои обещания благодаря фантастическому игровому процессу, набору новых функций и улучшений, а также презентации, которая выглядит так же хорошо, как и игра. К сожалению, игра не оправдывает ожиданий, столько же, как и Battlefield V, если не больше».
Джордан Девор из Destructoid написал: «Кажется, что Battlefield 2042 могла бы стать крутой игрой, но сегодня она дразняще недосягаема. Есть достаточно обещаний с удовлетворительной перестрелкой, когда она работает, крупномасштабным хаосом … Это не так. хотя так и должно быть». GamesRadar+ похвалил Total-Out War в Battlefield 2042, визуальные эффекты и режим портала, но раскритиковал режим опасной зоны и удаление классов. IGN подумал так же и заключил: "Для игры, претендующей на звание будущего Battlefield, впечатляющие возможности портала 2042 ясно показывают, что она не соответствует качеству серии. Кристиан Ваз из PCGamesN поставил игре 7/10 и раскритиковал её за ощущение спешки, заявив: «Этот сиквел ближайшего будущего имеет все компоненты, необходимые для того, чтобы стать классической записью в многопользовательской серии, но кажется, что 2042 год — это много обновлений для полного раскрытия своего потенциала».
Фил Иванюк, писавший для The Guardian, дал игре две звезды из пяти, посчитав, что матчи с участием 128 игроков были слишком хаотичными и мало что давали отдельным людям, но при этом отметил критику многочисленных ошибок игры и проблем с сетевым кодом. Шериф Саед из VG247 также раскритиковал ошибки игры и плохое техническое состояние, добавив, что многие из тех же ошибок присутствовали в последних играх Battlefield. Крис Джаррард из Shacknews охарактеризовал систему специалистов в игре как «сбивающую с толку», а карты назвал «скучными» и «болезненными для прохождения» пешком, дополнительно критикуя технические проблемы. В своей статье для Push Square Лиам Крофт сравнил игру со стартовой едой, заявив, что то, что игра предлагала при запуске, было слишком мало для запрашиваемой цены.

### Награды
| Год  | Награда                         | Категория                                                 | Результат | Ref           |
| ---- | ------------------------------- | --------------------------------------------------------- | --------- | ------------- |
| 2021 | Hollywood Music in Media Awards | Лучший оригинальный саундтрек — видеоигра                 | Номинация | [ 27 ]        |
| 2022 | Visual Effects Society Awards   | Выдающиеся визуальные эффекты в проекте реального времени | Номинация | [ 28 ] [ 29 ] |
| 2022 | D.I.C.E. Awards                 | Выдающееся техническое достижение                         | Номинация | [ 30 ] [ 31 ] |